# Fotodoks Festival
Fotodoks ist ein Festival für aktuelle Dokumentarfotografie, das 2008 gegründet wurde und seit 2013 alle zwei Jahre in München stattfindet.

## Konzeption
Anliegen des Festivals ist es, die Autorenfotografie in einem jeweils wechselnden Partnerland zu beleuchten, den Dialog von Fotografen aus aller Welt zu fördern und Zukunftsmodelle der dokumentarischen Fotografie zu diskutieren. Für jedes Festival wird neben deutschsprachigen Positionen ein jeweils anderes Partnerland bzw. eine Region eingeladen und ein entsprechendes Festivalthema reflektiert. Bestandteile des Festivals sind eine Gruppenausstellung und ein einwöchiges Rahmenprogramm mit Vorträgen, Podiumsdiskussionen, Führungen, Workshops und Screenings. Fotodoks wird von dem gemeinnützigen Verein Fotodoks e.V. organisiert und auf ehrenamtlicher Basis von Helferinnen und Helfern unterstützt.

## Ausstellung
Im Zentrum der Gruppenausstellungen im Münchner Stadtmuseum und seit 2017 in der Lothringer 13 Halle stehen fotografische Arbeiten zum entsprechenden Festivalthema. Die ausstellenden Fotografinnen und Fotografen sind für die Zeit des Festivals vor Ort, gestalten gemeinsam den Aufbau ihrer Ausstellung und beteiligen sich in Form von Vorträgen, Werkstattgesprächen und Podiumsdiskussionen am Festivalprogramm. Die Ausstellung ist über das Festival hinaus zu sehen und wird durch regelmäßige Führungen begleitet. Zu jeder Ausstellung erscheint ein Katalog, der die fotografischen Positionen aus der Ausstellung in jeweils neuer Form zusammenbringt und dokumentiert.

## ZEITmagazin-Fotopreis
In den Jahren 2012 und 2013 wurde eine der in der Fotodoks-Gruppenausstellung vorgestellten Arbeiten mit dem Fotodoks-Preis ausgezeichnet – in Kooperation mit dem ZEITmagazin. Der ZEITmagazin-Fotopreis war mit 5.000 € dotiert und ermöglicht die Umsetzung einer gemeinsam mit der Redaktion des ZEITmagazins entwickelten Fotoreportage. 2015 wurde der TIROL-Publikumspreis ausgelobt.

## Rahmenprogramm
Während der Festivalwoche findet ein Rahmenprogramm mit Vorträgen, Podiumsdiskussionen, Führungen, Workshops und Satelliten-Ausstellungen statt.
In den vergangenen Festivaljahren waren unter anderem die folgenden Fotografen zu Gast: Anders Petersen, Paolo Pellegrin, Thomas Dworzak, Jacob Holdt und Kai Wiedenhöfer, 
In Gesprächsrunden oder Symposien waren unter anderem eingeladen: Eva Leitolf, Mirko Borsche, Ralf Zimmermann, Timm Klotzek, Heidi Specker, Martin Fengel und Florian Ebner. 
Zwischen 2013 und 2017 fand in jedem Jahr zwischen zwei Festivals ein Fotodoks-Think Tank statt. Über drei Tage wurden mit einer Gruppe internationaler Experten, Fotografen und Künstler relevante Fragestellungen und Themen aus dem bereits gewählten Partnerland für das Folgejahr reflektiert.

## Geschichte

### 2008
Fotodoks fand erstmals im Jahr 2008 in Bad Aibling bei München statt. Eingebunden in das Dokumentarfilmfestival Nonfiktionale beteiligte sich Fotodoks mit einer aus einem offenen Wettbewerb kuratierten Ausstellung zum Thema „Wirklich komisch“. Präsentiert wurden acht Arbeiten, die die Spielarten und Grenzbereiche des Humors innerhalb der dokumentarischen Fotografie spiegelten.

### 2009
Erneut im Rahmen der Nonfiktionale thematisierte Fotodoks mit dem Thema „Echt-Zeit“ die Lesbarkeit von Zeit innerhalb der Dokumentarfotografie und ging der Frage nach, wie Vergangenes oder Zukünftiges, Stillstand oder rasanter Wandel, Fixiertes oder Flüchtiges dokumentarisch erfasst werden können und wann ein Bild als glaubhaftes Zeitzeugnis wahrgenommen wird.

### 2010
Im dritten Jahr richtete Fotodoks zum ersten Mal ein eigenständiges Festival aus, das sich ausschließlich auf die aktuelle Dokumentarfotografie konzentrierte. In den Räumen des temporären Kulturortes Puerto Giesing in München ging es 2010 um das Thema „Innenwelten“ und der Frage, wie Fotografen in Bildern das Verborgene an die Oberfläche holen. Das Spektrum reichte vom Sichtbarmachen individueller emotionaler Erlebniswelten bis hin zur Beschäftigung mit Themen, die als gesellschaftliche Tabus gelten oder aus der öffentlichen Wahrnehmung gemeinhin ausgeschlossen bleiben.

### 2011
2011 lud Fotodoks mit Italien sein erstes Partnerland ein. Die Ausstellung zum Festivalthema „Unglaublich – Incredibile. Sensationslust, Dokument, Realität“ fand in den Räumen des Münchner Stadtmuseums statt, beleuchtete das Spannungsverhältnis von Glaubwürdigkeit und Sensation und ging der Frage nach, wie überzeugend die Dokumentarfotografie zwischen Information, Infotainment und Illustration noch sein kann.
Das Festivalzentrum mit Vorträgen, Diskussionen und einem Büchertisch der Hamburger Deichtorhallen zog in die Kunstpassage MaximiliansForum. Weitere Bestandteile des fünftägigen Festivalprogramms waren Workshops mit Fotografen der Agentur Magnum Photos, eine Kooperation mit dem Münchner Dokumentarfilmfestival DOK.fest und Ausstellungen in Partnergalerien, darunter auch die Paolo Pellegrin Retrospektive im Kunstfoyer der Versicherungskammer Bayern.

### 2012
Im fünften Jahr seines Bestehens diskutierte Fotodoks gemeinsam mit dem Partnerland Großbritannien die Überwachung von Orten und Personen, die Trennlinie zwischen öffentlichen und privaten Räumen sowie die Verantwortung des Fotografen gegenüber seinem Medium. Mit der Ausstellung zum Festivalthema „Achtung?! – Respekt, Kontrolle, Veränderung“ war Fotodoks erneut im Münchner Stadtmuseum zu Gast. Auch das Festivalzentrum mit Vorträgen, Diskussionen und einem Büchertisch der Hamburger Deichtorhallen befand sich wieder in der Kunstpassage Maximiliansforum. Neben der erneuten Kooperation mit dem Münchner Dokumentarfilmfestival DOK.fest fand während der Festivalwoche ein Workshop mit den Fotografen der Agentur VII Photos Christopher Morris, Anastasia Taylor-Lind und Jocelyn Bain Hogg statt. Erstmals wurde der mit 5.000 Euro dotierte ZEITmagazin-Fotopreis an eine der ausgestellten Arbeiten verliehen.

### 2013
Gemeinsam mit der Partnerregion „Der Norden“ (Dänemark, Finnland, Island, Norwegen, Schweden) beleuchtete Fotodoks die „Stranger World“ der aktuellen Dokumentarfotografie und fragte nach den Darstellungsformen einer vermeintlich aus dem Lot geratenen und befremdlicher werdenden Welt. Neben der Gruppenausstellung im Münchner Stadtmuseum und dem Rahmenprogramm in der Kunstpassage Maximiliansforum wurde auf dem Marienhof die Outdoor-Partnerausstellung On Solid Ground von Panos Pictures gezeigt. Kooperationen mit der Buchhandlung der Hamburger Deichtorhallen, den Magazinen Die Nacht und Der Greif sowie dem Münchner Dokumentarfilmfestival DOK.fest bereicherten das Festivalprogramm.

### 2014
Das siebte Fotodoks-Jahr brachte die Entscheidung für einen biennalen Festival-Turnus. Um die Länder und die Rolle der Fotografie als Medium der Dokumentation und Kommunikation in der jeweils kommenden Partnerregion kennenzulernen, um Kontakte zu knüpfen, zu recherchieren und zu diskutieren fand 2014 zum ersten Mal ein Fotodoks-Think Tank mit einer Gruppe internationaler Experten, Fotografen und Künstler statt. Über drei Tage sprach das Festivalteam mit Referenten aus Ex-Jugoslawien, der Partnerregion 2015, über Nachbarschaft und Freundschaft, sich verändernde Territorien und Identitäten, über Zeit, Erinnerung und Vergessen, individuelle Erzählungen und kollektive Geschichte.
Während eines öffentlichen Abendvortrages im RROOM der Lothringer13 sprachen Paul Lowe und die Fotografen Zita Gafić und Sandra Vitaljić über die aktuelle Dokumentarfotografie in Kroatien und Bosnien und Herzegowina und gaben Einblicke in ihre künstlerische Arbeit.

### 2015
2015 fand das FOTODOKS Festival vom 13. bis 18. Oktober im Münchner Stadtmuseum, dem MaximiliansForum, der Lothringer13 Halle und der IFOG Galerie statt. Gemeinsam mit der Partnerregion Ex-Jugoslawien (Bosnien und Herzegowina, Kroatien, Kosovo, Mazedonien, Montenegro, Serbien and Slowenien) beleuchtete Fotodoks unter dem Titel „Past is Now“ den Status quo und das Potential des Gestern im Heute.

### 2017
2017 wurde das FOTODOKS Festival vom 11. bis zum 15. Oktober in der Lothringer13 Halle ausgerichtet, Thema 'ME:WE'. Gemeinsam mit dem Gastland USA widmete sich Fotodoks 2017 dem Spannungsverhältnis zwischen „Ich“ und „Wir“ auf persönlicher, politischer und medialer Ebene. Die Verbindung zwischen dem Individuellem und dem Kollektiven beschreibt eine dynamische Bewegung in beide Richtungen – wenn man es schafft ein Gleichgewicht zu finden, gibt es genug Entfaltungsfreiraum für alle. Was wenn nicht? Annie Flanagan gewinnt den Fotodoks-Preis mit ihrer Arbeit 'We Grew Up With Gum In Our Hair'.

### 2019
2019 blickte das Festival auf Frankreich und öffnete mit dem Thema Vis-à-Vis den Dialog mit der traditionsreichsten und vielfältigsten Kultur der dokumentarischen Fotografie. FOTODOKS richtete den Blick auf Arbeiten, die ökonomische, soziale wie gesellschaftspolitische Machtverhältnisse beleuchten und vermeintliche „Wahrheiten“ in Frage stellen.

### 2021
Das Festival A house is a house is a house wurde mit einer Ausstellung und einem vielfältigen Begleitprogramm zur aktuellen Wahrnehmung von Heimat eröffnet und macht die soziale Ungleichheit sichtbar, die aufgrund der weltweit bestehenden kolonialen, patriarchalen und kapitalistischen Machtstrukturen zunimmt.

### 2023
Unter dem Titel Future Perfect wurden fotografische Arbeiten von 13 internationalen Künstlerinnen und Künstlern sowie Kollektiven gezeigt, die sich mit den aktuellen Bedingungen und Folgen des Klimawandels auseinandersetzten. Durch die Arbeiten wurden zentrale Fragen des Umweltschutzes in den Blick genommen. Die Teilnehmenden beschäftigten sich auch mit den sozialen und gesellschaftlichen Auswirkungen der globalen Erwärmung. Sie entwarfen ein Bild der Gegenwart, das von Migration und Diskriminierung ebenso geprägt ist wie von Populismus und wachsendem Klimaaktivismus der jüngeren Generationen. Der Blick in alle Richtungen – ob nach Brasilien, Australien oder Bangladesch, in die Dolomiten oder ins Ahrtal – macht deutlich, dass Überschwemmungen, Dürren und Waldbrände den globalen Süden dramatisch treffen, aber nicht mehr auf ihn beschränkt sind.

## Kooperationen
FOTODOKS arbeitet regelmäßig mit weiteren Münchner Galerien und seit 2011 mit dem DOK.fest – Internationales Dokumentarfilmfestival München zusammen.